# Брендализм
Брендализм (бренд и вандализм) — анти-рекламное движение, призывающее крупные корпорации и государства отказаться от лицемерия; вандализм, объектом которого является реклама.  

## История
Формально сформировалось в июле 2012 года в Лондоне, когда 26 британских художников провели кампанию «субреклама», в рамках которой они разместили рекламные объявления на рекламных щитах в пяти английских городах .
В мае 2014 года 40 активистов брендализма заменили 365 объектов наружной рекламы в 10 британских городах, на автобусных остановках и в других местах монохромным искусством. Плакаты были призваны вызвать антирекламу .
В ноябре 2020 года активисты движения Brandalism провели акцию, нацелившись на более чем 250 билбордов и рекламных щитов на автобусных остановках в Великобритании. Эта кампания стала ответом на заявление банка HSBC, одного из крупнейших финансовых учреждений, о намерении сократить свои углеродные выбросы, несмотря на продолжающееся финансирование нефтяных компаний и предприятий, способствующих вырубке лесов. Brandalism создал сатирическую рекламу, использовав визуальный стиль банка, но изменив тексты. В результате на билбордах HSBC появились сообщения, такие как: «Они называют это преступлением. Мы называем это бизнесом».